# ジェイムズ・H・ウィルソン
ジェイムズ・ハリソン・ウィルソン（英: James Harrison Wilson、1837年9月2日 - 1925年2月23日）は、アメリカ合衆国陸軍の職業軍人、地形工兵技師であり、南北戦争では北軍の将軍だった。1862年のメリーランド方面作戦ではジョージ・マクレラン少将の副官となり、西部戦線に転戦してユリシーズ・グラント少将の軍隊に合流し、その間に准将に昇進した。1864年、工兵から騎兵に移され、オーバーランド方面作戦の多くの戦闘で優れた指揮力を示したが、南軍ロバート・E・リー将軍の供給線を破壊しようとした試みは失敗し、南軍非正規兵のかなり小さな部隊に潰走させられた。
ウィルソンは西部戦線に戻り、1864年11月に起きた第二次フランクリンの戦い、さらには1865年3月と4月のアラバマ州とジョージア州への侵攻で、南軍のネイサン・ベッドフォード・フォレスト将軍の騎兵隊を破った数少ない北軍指揮官数人の1人となった。1865年5月、ウィルソンの隊がアメリカ連合国大統領ジェファーソン・デイヴィスとアンダーソンビル刑務所指揮官ヘンリー・ウィルツを捕まえて南北戦争を終わらせることになった。ウィルソンは1925年に死んだが、北軍の将軍として戦った者として、最後から4番目まで生き残った者となっていた。

## 初期の経歴と工兵
ウィルソンは1837年9月2日にイリノイ州ショーニータウンで生まれた。1年間イリノイ州のマッケンドリー大学に通った後、1860年にウェストポイントの陸軍士官学校を41人のクラスの6番目で卒業した。アメリカ陸軍工兵司令部地形工兵の名誉少尉に任官された。当初の任務はワシントン州のバンクーバー砦で、オレゴン軍管区の地形工兵技師補だった。

## 南北戦争

### 工兵技師
南北戦争が始まると、ウィルソンは少尉、中尉と昇進し、1861年9月から1862年3月までポートロイヤル遠征軍の地形工兵技師となった。南部軍管区の地形工兵技師として、サバンナ川河口のプラスキ砦の戦いに参加し、その功績で正規兵の少佐に名誉昇進した。1862年4月にポトマック軍転籍となり、その地形工兵技師を務めたが、ジョージ・マクレラン少将の副官も務めた。メリーランド方面作戦ではマクレランの下に仕え、サウス山の戦いとアンティータムの戦いに参加した。
その後は西部戦線に転籍となり、ユリシーズ・グラント少将のテネシー軍に中佐、かつ地形工兵技師として加わった。ビックスバーグ方面作戦のときは、グラント軍の監察官となった。1863年10月30日、志願兵の准将に昇進した。第三次チャタヌーガの戦いの時は参謀任務を続け、ウィリアム・シャーマン将軍の下でノックスビル開放に派遣された部隊では技師長になった。

### 騎兵隊指揮官

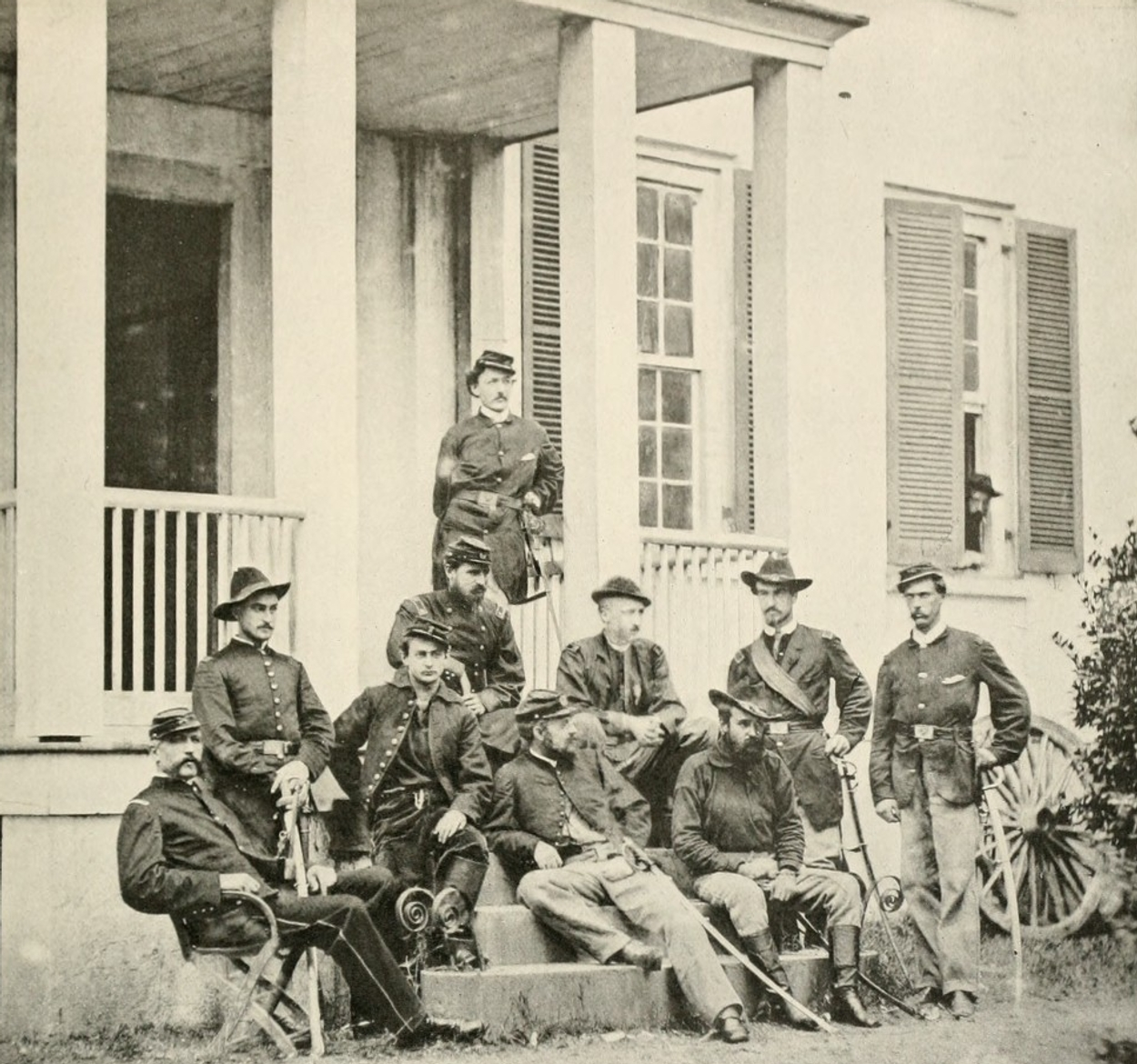
騎兵隊指揮官となったウィルソン将軍と参謀たち

1864年、ウィルソンは工兵から騎兵に切り替えられた。1864年2月17日、ワシントンD.C.で騎兵局長に任命された。ウィルソンは優れた管理者であり組織者だったが、真の才能は戦闘の指揮官として示されることになった。グラントはウィルソンを1864年5月6日に名誉少将に昇進させ、フィリップ・シェリダン少将の下で騎兵師団長に任命した。ウィルソンはオーバーランド方面作戦や1864年のバレー方面作戦の多くの戦闘で、師団を率いて大胆さと技能の優秀さを示した。
ウィルソンは、バージニア州ピーターズバーグに至る南軍ロバート・E・リーの供給線を遮断するというグラントの戦略を実行するために、オーガスト・V・カウツと組んで事にあたったが、結果はうまく行かなかった。これがうまく行っておれば、リーはピーターズバーグを捨てるしかなくなったはずだった。ウィルソンはサウスサイド鉄道とリッチモンド・アンド・ダンビル鉄道の線路を破壊し、スタントン川に架かるリッチモンド・アンド・ダンビル鉄道の重要な鉄道橋を破壊するために、騎兵による襲撃を実行する命令を受けた。1864年6月22日、5,000名以上の騎兵と16門の大砲を率いて襲撃が始まった。その襲撃の最初の3日間、ウィルソンの騎兵隊は60マイル (100 km) の線路を剥がし、列車2両と駅舎数か所を燃やした。南軍のW・H・F・"ルーニー"・リー少将が北軍の襲撃部隊を追撃したが、効果は無かった。北軍の大胆な襲撃はおよそ成功したかに見えたが、それまで障害となるものはなかったものの、スタントン川橋が大きな標的として立ちはだかった。この鉄道橋は小さいが深いスタントン川に架かっていた。南軍はその戦略的な重要さを感じ取っており、小さな砦を築いて、ベンジャミン・フェアインホルト大尉と予備役兵296名を守備隊に置いた。地元の老人と少年の志願兵による勇気ある抵抗に、周辺郡部からの援助もあり、守備隊の総勢は1,000名近くとなり、5,000名の武装の整った部隊の攻勢を防いだ。ウィルソンの騎兵隊は下馬して戦った。この戦闘の終わりに"ルーニー"・リーの騎兵隊が到着し、ウィルソンの部隊を潰走させた。この敗戦がなければ輝かしいものだったはずのウィルソンの経歴を傷つけたという考え方がある。
しかし、1864年10月のシーダークリークの戦いでシェリダンが決定的な勝利を挙げる前に、ウィルソンは志願兵の名誉少将に上げられ、再び西部戦線に転籍となり、シャーマンの下でミシシッピ軍管区騎兵隊長となった。
ウィルソンは騎兵隊長としてシャーマンの騎兵隊（ジャドソン・キルパトリック准将指揮）を訓練し、シャーマンの海への進軍に繋げた。しかし、ウィルソンはシャーマンには付いて行かず、1864年11月と12月のフランクリン・ナッシュビル方面作戦で、ジョージ・ヘンリー・トーマス少将のカンバーランド軍に17,000名の騎兵と共に付けられた。第二次フランクリンの戦いでは、南軍ネイサン・ベッドフォード・フォレスト少将の側面攻撃をウィルソンが撃退したことが、北軍を救う推進力になった。ウィルソンは南軍の伝説的騎兵士官を破った数少ない北軍士官の1人になった。12月のナッシュビルの戦いでの戦功により、正規兵の名誉准将に昇進された。アラバマ州とジョージア州を通過したウィルソンの襲撃を率い、フォレストの小部隊を破り、アラバマ州 セルマを占領し、さらに要塞化していた4つの都市を落とすという成果を上げた。この作戦ではアラバマ大学の建物の大半を燃やした部隊を指揮していた。1865年の復活祭（4月16日）、その部隊はジョージア州コロンバスを占領し、これが南北戦争の最後の戦闘になったと広く認識されている。1865年5月ジョージア州の中央部で、ウィルソン指揮下の騎兵が同州内を逃亡中だったアメリカ連合国大統領ジェファーソン・デイヴィスとアンダーソンビル刑務所指揮官ヘンリー・ウィルツ大尉を捕まえた。戦後、ジョージア州を統治したウィルソンの管理は幾つかの場合に啓蒙的だったと見なされている。歴史家のI・W・アベリーはその著書『ジョージア州の歴史、1850年から1881年』の中で、次のように記している。
多くの点で北軍の軍人は大変賢明に行動した。ウィルソン将軍はアイラ・フォスター将軍に、南軍のラバ、馬、荷車、ハーネスを渡して貧乏人に配らせ、メイコンのJ・H・R・ワシントン大佐にはフォスター将軍の行う分配を助けさせた。
1865年6月24日、一般命令第31号で、ウィルソン将軍はフォスターとワシントンに感謝の意を示し、彼らの退役を認め、その任務はミシシッピ軍管区騎兵軍団のR・カーター大尉に任せた。
終戦の時に、ウィルソンは中佐の位に戻され、新しく創設されたアメリカ第35歩兵連隊に配属とされたが、その任務は工兵司令部のままであり続け、それは1870年12月にウィルソンが退役するまで続いた。

## その後の人生と戦争
ウィルソンは軍隊を去った後、鉄道建設の技師および取締役を務めた。1883年にデラウェア州ウィルミントンに移転した。その後の15年間、事業、旅行、公的な事情に関わり、多くの主題について著作活動に携わった。
ウィルソンは米西戦争のために1898年に陸軍に復帰し、キューバとプエルトリコで志願兵の少将を務めた。1901年の義和団の乱では中国で准将として務めた。1902年に退役し、イギリス王エドワード7世の戴冠式では、アメリカ合衆国大統領セオドア・ルーズベルトの代理を務めた。
ウィルソンは、北軍士官とその子孫の軍事的協会であるアメリカ合衆国ロイヤル・リージョンの軍事オーダー、コロンビア特別区指揮官のベテラン・コンパニオンとなった。この団体の記章第12106号を与えられた。
1925年、ウィルソンはウィルミントン市で死んだ。南北戦争の北軍の将軍でウィルソンより長生きした者は他に3人が居るだけだった。ウィルソンはウィルミントン市の旧スウェーデン墓地に埋葬されている。

## 著作
- 『アメリカ合衆国陸軍U・S・グラント将軍の生涯』（チャールズ・A・ダナとの共著、1868年）
- 『中国: 中間王国の旅と調査 — その文明と可能性の研究、日本の外観付き』（1887年）
- 『アンドリュ・ジョナサン・アレクサンダー、アメリカ陸軍名誉准将の生涯と従軍』（1887年）
- 『偉大な紛争の英雄達: ウィリアム・ファーラー・スミス、南北戦争におけるアメリカ合衆国志願兵少将の生涯と従軍』（1904年）
- 『チャールズ・A・ダナの生涯』（1907年）
- 『チャンセラーズビルの作戦』（1911年）
- 『古い旗の下に: 北軍、米西戦争、義和団の乱、他における軍事作戦の回想』（1912年）
- 『ジョン・A・ローリンズ、弁護士、総務局長補、参謀長、志願兵少将、陸軍長官の生涯』（1916年）